# Villeneuve-sur-Yonne
Villeneuve-sur-Yonne é uma comuna francesa na região administrativa de Borgonha-Franco-Condado, no departamento de Yonne. Estende-se por uma área de 40 km². Em 2010 a comuna tinha 5 265 habitantes (densidade: 131,6 hab./km²).